# سورش منون
سورش منون (به انگلیسی: Suresh Menon) (زاده ۱۰ ژانویهٔ ۱۹۶۷) بازیگر هندی است.
از فیلم‌هایی که وی در آن نقش داشته‌است می‌توان به فنا اشاره کرد.

## فیلم‌شناسی
فهرست برخی از فیلم‌هایی که سورش منون در آنها به ایفای نقش پرداخته‌است:
- فنا
- کلک در کلک
- عاشقان دیوانه می‌شوند
- خانه شلوغ
- ازدواج شماره ۱
- مستی‌زاده
- آخر حماقت
- به نظر می‌رسد
- سرگرمی
- اکثر
- چهار دیوانه
- تبریک
- بوسه بوسه قسمت
- اگر ما ملاقات کنیم یا نکنیم
- چاتور سینگ دو ستاره
- کنده شده
- داسویدانیا
- همیشه مراقب باشید
- سوسک